# Lassales
Lassales település Franciaországban, Hautes-Pyrénées megyében. Lakosainak száma 37 fő (2022. január 1.). Lassales Gaussan, Monléon-Magnoac és Monlong községekkel határos.

## Népesség
A település népességének változása:
| Lakosok száma | 30   | 30   | 33   | 33   | 35   | 36   | 37   | 39   | 37   |
|               | 2013 | 2015 | 2016 | 2017 | 2018 | 2019 | 2020 | 2021 | 2022 |